# Summit dei leader del Nord America

Canada, Messico e Stati Uniti, membri del NAFTA.

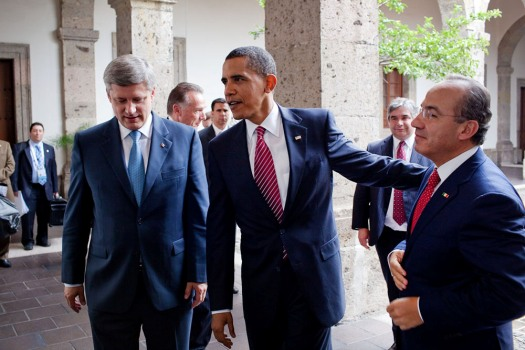
Il primo ministro canadese Stephen Harper a sinistra, il presidente degli Stati Uniti Barack Obama al centro e il presidente messicano Felipe Calderón, al Summit dei leader del Nord America presso il Centro Culturale Cabañas a Guadalajara. Lunedi, 10 agosto 2009.

Il Summit dei leader del Nord America è il nome ufficiale del vertice annuale trilaterale tra il primo ministro del Canada e i presidenti di Messico e Stati Uniti. Il vertice è spesso indicato come Three Amigos Summit dalla stampa popolare.

## Meetings
| Anno | #  | Date           | Nazione ospitante     | Città                    | Leader             |
| ---- | -- | -------------- | --------------------- | ------------------------ | ------------------ |
| 2005 | 1  | 23 marzo       | Stati Uniti d'America | Waco, (Texas)            | George W. Bush     |
| 2006 | 2  | 31 marzo       | Messico               | Cancún, (Quintana Roo)   | Vicente Fox        |
| 2007 | 3  | 20-21 agosto   | Canada                | Montebello, (Quebec)     | Stephen Harper     |
| 2008 | 4  | 21-22 aprile   | Stati Uniti d'America | New Orleans, (Louisiana) | George W. Bush     |
| 2009 | 5  | 8-11 agosto    | Messico               | Guadalajara, (Jalisco)   | Felipe Calderon    |
| 2010 | 6  | Non effettuato | Canada                | Wakefield, (Quebec)      | Stephen Harper     |
| 2011 | 7  | 13 novembre    | Stati Uniti d'America | Honolulu, (Hawaii)       | Barack Obama       |
| 2012 | 8  | 2 aprile       | Stati Uniti d'America | Washington, (D.C.)       | Barack Obama       |
| 2014 | 9  | 19 febbraio    | Messico               | Toluca, (Messico)        | Enrique Peña Nieto |
| 2016 | 10 | 29 giugno      | Canada                | Ottawa, (Ontario)        | Justin Trudeau     |

## Leader
|      | Primo Ministro del Canada | Presidente degli Stati Uniti | Presidente del Messico |
| ---- | ------------------------- | ---------------------------- | ---------------------- |
| 2005 | Paul Martin               | George W. Bush               | Vicente Fox            |
| 2006 | Stephen Harper            | George W. Bush               | Vicente Fox            |
| 2007 | Stephen Harper            | George W. Bush               | Felipe Calderón        |
| 2008 | Stephen Harper            | George W. Bush               | Felipe Calderón        |
| 2009 | Stephen Harper            | Barack Obama                 | Felipe Calderón        |
| 2010 | Stephen Harper            | Barack Obama                 | Felipe Calderón        |
| 2011 | Stephen Harper            | Barack Obama                 | Felipe Calderón        |
| 2012 | Stephen Harper            | Barack Obama                 | Felipe Calderón        |
| 2013 | Stephen Harper            | Barack Obama                 | Enrique Peña Nieto     |
| 2014 | Stephen Harper            | Barack Obama                 | Enrique Peña Nieto     |
| 2015 | Stephen Harper            | Barack Obama                 | Enrique Peña Nieto     |
| 2016 | Justin Trudeau            | Barack Obama                 | Enrique Peña Nieto     |